# Olympique Gymnaste Club de Nice Côte d'Azur 2002-2003
Questa voce raccoglie le informazioni riguardanti l'Olympique Gymnaste Club de Nice Côte d'Azur nelle competizioni ufficiali della stagione 2002-2003.

## Maglie e sponsor
Lo sponsor tecnico per la stagione 2002-2003 è Lotto, mentre lo sponsor ufficiale è Maison de la Literie.
| Manica sinistra · Manica sinistra · Maglietta · Maglietta · Manica destra · Manica destra · Pantaloncini · Calzettoni |

## Rosa
| N. |                    | Ruolo | Calciatore           |
| -- | ------------------ | ----- | -------------------- |
| 24 | Francia (bandiera) | P     | Damien Grégorini     |
| 30 | Francia (bandiera) | P     | Hilaire Munoz        |
| 1  | Francia (bandiera) | P     | Jean-Daniel Padovani |
| 16 | Francia (bandiera) | P     | Bruno Valencony      |
| 13 | Francia (bandiera) | D     | Jacques Abardonado   |
| 29 | Francia (bandiera) | D     | Patrick Barul        |
| 4  | Francia (bandiera) | D     | Jean-Charles Cirilli |
| 3  | Francia (bandiera) | D     | José Cobos           |
| 8  | Francia (bandiera) | D     | Noé Pamarot          |
| 17 | Senegal (bandiera) | D     | Sammy Traoré         |
| 2  | Francia (bandiera) | D     | Cédric Varrault      |
| 9  | Francia (bandiera) | C     | Oumar Bakari         |
| 19 | Francia (bandiera) | C     | Majid Ben Haddou     |

| N. |                           | Ruolo | Calciatore        |
| -- | ------------------------- | ----- | ----------------- |
| 27 | Francia (bandiera)        | C     | Yoann Bigné       |
| 6  | Francia (bandiera)        | C     | Éric Roy          |
| 5  | Brasile (bandiera)        | C     | Everson           |
| 14 | Francia (bandiera)        | C     | Romain Pitau      |
| 22 | Argentina (bandiera)      | C     | Pablo Rodríguez   |
| 23 | Francia (bandiera)        | C     | Thibault Scotto   |
| 20 | Francia (bandiera)        | C     | Janick Tamazout   |
| 18 | Costa d'Avorio (bandiera) | A     | Serge Ayeli       |
| 7  | Algeria (bandiera)        | A     | Malek Cherrad     |
| 15 | Guinea (bandiera)         | A     | Kaba Diawara      |
| 25 | Francia (bandiera)        | A     | Christophe Meslin |
| 10 | Francia (bandiera)        | A     | Cédric Mionnet    |
| 28 | Togo (bandiera)           | A     | Adékambi Olufadé  |